# 菊葉文化協会
公益財団法人菊葉文化協会（こうえきざいだんほうじんきくようぶんかきょうかい）は、公益財団法人。旧主務官庁は、内閣府。
皇室の文物の管理公開、調査研究を目的に設置された。

## 概要
- 所在：東京都千代田区千代田1番1号
- 設立：2012年4月1日
- 理事長：湯浅利夫（元宮内庁長官）

## 主な出版
- 『皇室制度史料』宮内庁書陵部編、吉川弘文館刊（各・昭和後期から公刊）
- 『圖書(図書)寮叢刊』宮内庁書陵部編、明治書院刊（主に京都御所の資料）
- 三の丸尚蔵館編集図書、展覧会図録ほか